# Премія Пітера Гофта

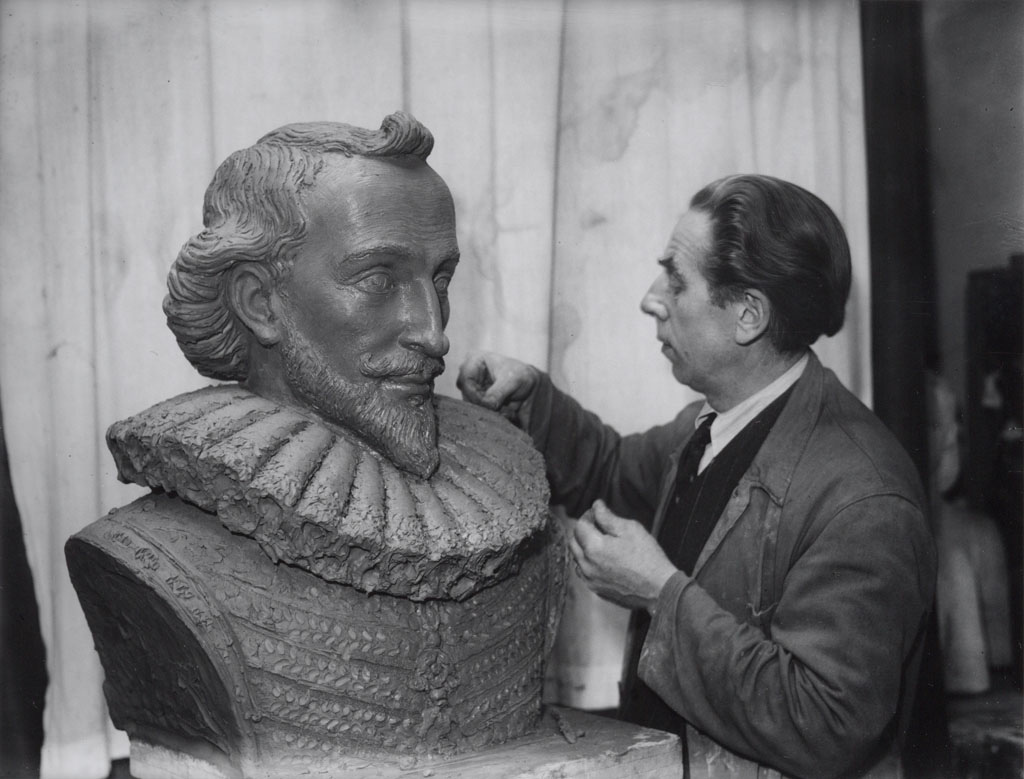
Скульптор Фрітс Зігер з бюстом Пітера Гофта. Амстердам; 22 березня 1947 року

Премія Пітера Гофта також The P.C. Hooft Award (нід. PC Hooft-prijs) — це нагорода за літературні здобутки голландською мовою названа на честь голландського поета та драматурга 17 століття Пітера Корнелісуна Хоофта. Заснована в 1948 році, спочатку як державна премія, переможці обираються з різних категорій: проза (художня література), есе (нехудожня література) та поезія.  Переможці призу отримують €60,000 . 
У 1984 році відносини між державою Нідерландів та незалежним фондом, який висуває переможця, зазнали тиску, коли журі висунуло кандидата на посаду оглядача Уго Брандта Корстіуса. Тоді міністр культури Елько Брінкман відмовився присудити премію Корстіусу через сприйняті Корстієм недоречні коментарі проти уряду та тодішнього прем'єр-міністра Рууда Любберса. Як результат галасу, премія не присуджувалась у 1984, 1985 та 1986 роках. У 1987 р. за відновлення повністю незалежного комітету  премію присудили Корстію.

## Переможці
- 1947 - Амоене ван Гансольте
- 1947 - Артур ван Схендель
- 1948 - А. М. Хаммахер
- 1949 - Герріт Ахтерберг
- 1950 - Сімон Вестдейк
- 1951 -  Е. Я. Дейкстерхейс
- 1952 - Я. К. Блум
- 1953 - Фердинанд Бордевійк
- 1954 - Л. Дж. Роджіє
- 1955 - Адріан Роланд Холст
- 1956 – Анна Бламан
- 1957 - Пітер Гейл
- 1958 - П'єр Кемп
- 1959 - не нагороджено
- 1960 - Віктор Е. ван Фрісланд
- 1961 - Х. В. Я. М. Кеулс
- 1962 - Теун де Фріз
- 1963 - Ф. Г. Л. ван дер Меер
- 1964 - Лео Вроман
- 1965 - не нагороджено
- 1966 - Антон ван Дюнкерк
- 1967 - Люсеберт
- 1968 - Гегард Реве
- 1969 - не нагороджено
- 1970 - Герріт Каувенар
- 1971 - Віллем Фредерік Германс (в нагороді відмовлено)
- 1972 - Абель Герцберг
- 1973 - Хендрік де Фріз
- 1974 - Сімон Карміггельт
- 1975 - Руді Кусбрук
- 1976 - Ремко Камперт
- 1977 - Гаррі Муліш
- 1978 - Корнеліс Верховен
- 1979 - Іда Герхардт
- 1980 - Віллем Бракман
- 1981 - Карел ван хет Реве
- 1982 - М. Вазаліс
- 1983 - Хелла Хаассе
- 1984 - не нагороджено
- 1985 - не нагороджено
- 1986 - не нагороджено
- 1987 - Гюго Брандт Корстіус
- 1988 - Рутгер Копланд
- 1989 - Ян Волкерс (у нагороді відмовлено)
- 1990 - Кеес Фенс
- 1991 - Елізабет Ейберс
- 1992 - Антон Кулхаас
- 1993 - Герріт Комрей
- 1994 - Й. Бернлеф
- 1995 - Альберт Альбертс
- 1996 - К. Шкіперс
- 1997 - Юдіт Герцберг
- 1998 - Ф.Б. Хотц
- 1999 - Артур Ленінг
- 2000 – Єва Герлах[6]
- 2001 – Герріт Крол[7]
- 2002 – Сем Дрезден[8]
- 2003 – Г. Г. тер Балкт[9]
- 2004 – Кеес Ноотебоом[10]
- 2005 – Фредерік Бастет[11]
- 2006 – Я. К. тен Берге[12]
- 2007 – Маартен Бішоувель[13]
- 2008 – Абрам де Сваан[14]
- 2009 – Ганс Верхаген[15]
- 2010 – Шарлотта Мютсерс[16]
- 2011 – Хенк Хофланд[17]
- 2012 – Тоннус Остергофф[18]
- 2013 – Хейден Адріанус Франціскус Теодорус ван дер[19]
- 2014 – Віллем Ян Оттен[20]
- 2015 – Аннеке Брассінга[21]
- 2016 – Астрід Ремер[22]
- 2017 – Бас Гайне[23]
- 2018 - Начоем Війнберг[24]
- 2019 - Марга Мінко[25]